# Riccardo Cervi (hockeista su pista)
Riccardo Giulio Cervi (Milano, 2 maggio 2002) è un hockeista su pista italiano.

## Carriera
Nativo di Milano, durante l'infanzia si trasferì con la famiglia a Tavazzano con Villavesco, presso Lodi, dove si avvicinò alla pratica rotellistica nel settore giovanile dell'Amatori Lodi. Dopo aver esordito a livello di prima squadra nelle file del Cremona, nel 2021 tornò nell'organico della formazione laudense, con cui ha disputato le maggiori competizioni nazionali e internazionali.